# Десултор

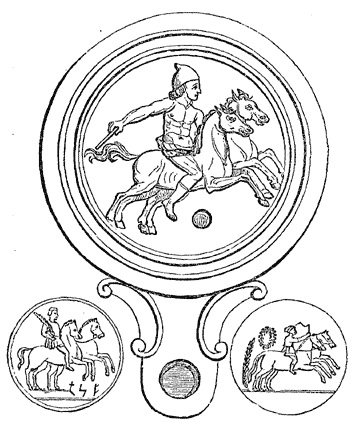
Три фигуры десулторов, одна с бронзовой лампы, описанной Бартоли, другие с древних монет. На всех них всадник носит пилеус, или войлочную шапку, а его лошадь мчит без седла. Эти изображения также предполагают, что ездок использовал и кнут, и повод. На монетах мы также видим венок и пальмовую ветвь как знак победы

Десултор (лат. Desultōres дословно «тот, кто прыгает»; др.-греч. ἀποβάται дословно «тот, кто слезает») — ездоки, которые на греческих состязаниях (в Олимпии от 71 года до н. э. до 84 года до н. э.), которые на полном бегу соскакивали с лошади и бежали рядом с нею, держа в руке узду. Применялся к людям, умеющим прыгать с одной лошади или колесницы на другую.
2) нумидийские всадники в войске Ганнибала, а потом и римлян, называемые у Ливия (35, 28) также Tarentini, имевшие с собою по две лошади и перескакивавшие в самом разгаре битвы в полном вооружении с утомленной лошади на другую..
Уже в гомеровские времена мы находим описание человека, который держит четырёх лошадей в ряд на полном скаку и прыгает с одной на другую среди толпы восхищенных зрителей. Евстафий Солунский к «Илиаде» Гомера, уверял, что всадники могли иметь до шести лошадей в ряд. В играх римского цирка этот вид спорта также был очень популярен. Римский desultor обычно ездил только на двух лошадях одновременно, сидя на них без седла и прыгая на любой из них по своему усмотрению. Он носил шляпу или шапку из войлока. Вкус к этим упражнениям был доведен до такой степени, что юноши самого высокого ранга не только управляли беговыми колесницами и квадригами на арене цирка, но и демонстрировали эти успехи верховой езды.
У других народов такой уровень верховой подготовки и ловкости применялся в военных целях. Ливий упоминает конный отряд в нумидийской армии, в котором каждый солдат был снабжен парой лошадей, и в пылу битвы, будучи облаченным в доспехи, с величайшей легкостью и быстротой спрыгивал с уставшей лошади или выведенной из строя, на спину лошади, которая была ещё здорова и свежа.

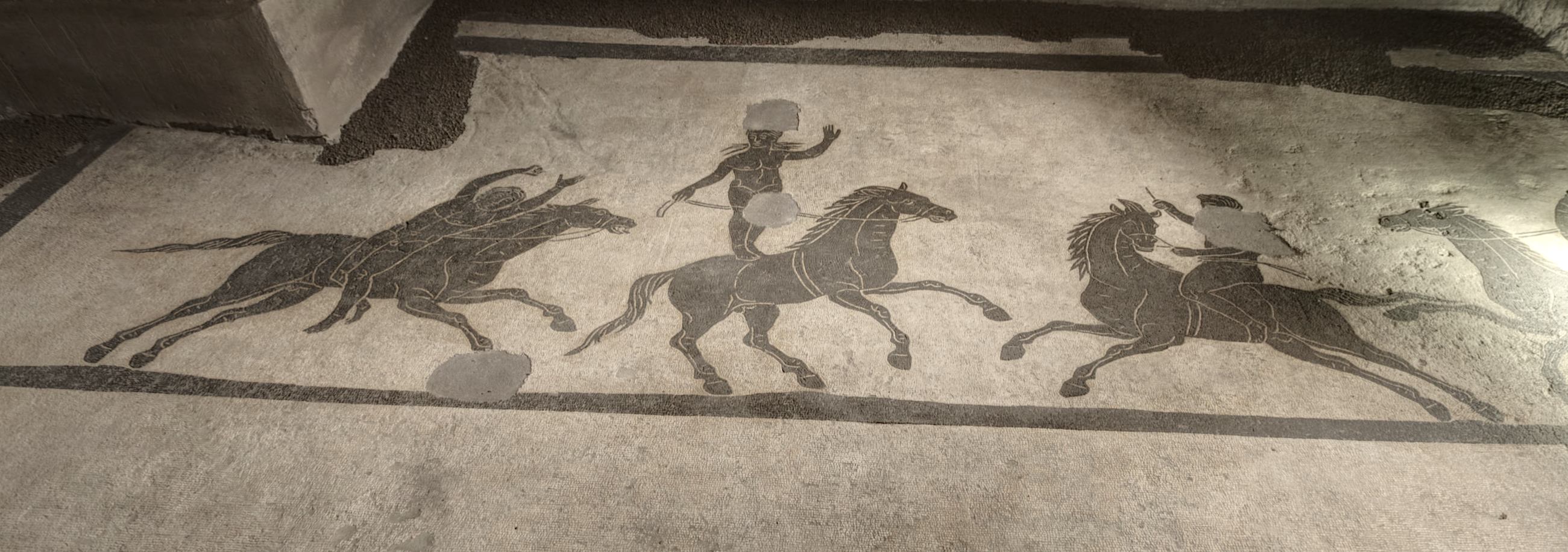
Desultores, мозаика Древний Рим